# At Your Best (You Are Love)
At Your Best (You Are Love) – drugi singel promujący debiutancki album amerykańskiej piosenkarki Aaliyah pt. Age Ain’t Nothing but a Number. Cover utworu wokalno-instrumentalnej grupy The Isley Brothers pod tym samym tytułem.
25 października 1994 roku organizacja Recording Industry Association of America (RIAA) przyznała kompozycji status złotego singla.

## Listy utworów i formaty singla
Vinyl single
1. „At Your Best (You Are Love) (LP Mix)” – 4:43
2. „At Your Best (You Are Love) (Gangsta Child Remix)” – 4:30
3. „At Your Best (You Are Love) (Stepper’s Ball Remix)” – 3:05
4. „Back & Forth (Ms. Mello Remix)” – 3:50

## Pozycje na listach przebojów
| Notowanie (1994)                 | Najwyższa pozycja |
| -------------------------------- | ----------------- |
| Dutch Singles Chart              | 40                |
| Irish Singles Chart              | 11                |
| New Zealand RIANZ Singles Chart  | 39                |
| UK Singles Chart                 | 27                |
| U.S. Billboard Hot 100           | 6                 |
| U.S. Billboard Hot R&B Singles   | 2                 |
| U.S. Billboard Top 40 Mainstream | 12                |
| U.S. Billboard Rhythmic Top 40   | 6                 |